# Ievgueni Lífxits
Ievgueni Lífxits (rus: Евгений Михайлович Лифшиц)  (Khàrkiv, 8 de febrer de 1915 (Julià) - Moscou, 29 d'octubre de 1985) fou un físic soviètic d'origen jueu i germà del físic Ilià Mikhàilovitx Lifxits. Ievgueni Lífxits és conegut en el camp de la relativitat general per ser coautor de la conjectura BKL respecte a la natura d'una singularitat de curvatura genèrica. Actualment, aquest problema és àmpliament considerat com un dels més importants oberts en gravitació clàssica.
Amb Lev Landau, Lífxits va escriure Curs de Física Teòrica, una sèrie molt coneguda de llibres de física, adreçada a llicenciats de físiques que s'utilitza àmpliament encara avui.
Lífxits fou el segon estudiant (de 43) que va aprovar l'«examen mínim teòric» de Landau. Va fer moltes contribucions inavaluables, en particular en electrodinàmica quàntica, on va calcular la força de Casimir per a una configuració macroscòpica arbitrària de metalls i dielèctrics.

## Cursos de física teòrica (amb Landau)
- Volum 1ː Landau, L. D.; I Lifschitz, E. M. (1976). Mecànica. Curs de Física Teòrica. Vol. 1 (3r ed.). Londres: Pergamon. ISBN 0-08-021022-8.
- Volum 2ː Landau, L. D.; I Lifschitz, E. M. (1971). Teoria clàssica de Camps. Curs de Física Teòrica. Vol. 2 (3r ed.). Londres: Pergamon. ISBN 0-08-016019-0.
- Volum 3ː Landau, L. D.; I Lifschitz, E. M.; (1977). Mecànica quàntica: Teoria No relativista. Curs de Física Teòrica. Vol. 3 (3r ed.). Londres: Pergamon. ISBN 0-08-020940-8.
- Volum 5ː L.D. Landau, E.M. Lifshitz (1980). Statistical Physics. Vol. 5 (3rd ed.). Butterworth-Heinemann. ISBN 978-0-7506-3372-7.
- Volum 6ː L.D. Landau, E.M. Lifshitz (1987). Fluid Mechanics. Vol. 6 (2nd ed.). Butterworth-Heinemann. ISBN 978-0-08-033933-7.
- Volum 7ː L.D. Landau, E.M. Lifshitz (1986). Theory of Elasticity. Vol. 7 (3rd ed.). Butterworth-Heinemann. ISBN 978-0-7506-2633-0.
- Volum 8ː L.D. Landau, E.M. Lifshitz, L.P. Pitaevskii (1984). Electrodynamics of Continuous Media. Vol. 8 (2nd ed.). Butterworth-Heinemann. ISBN 978-0-7506-2634-7.